# Staten van Zuid-Soedan

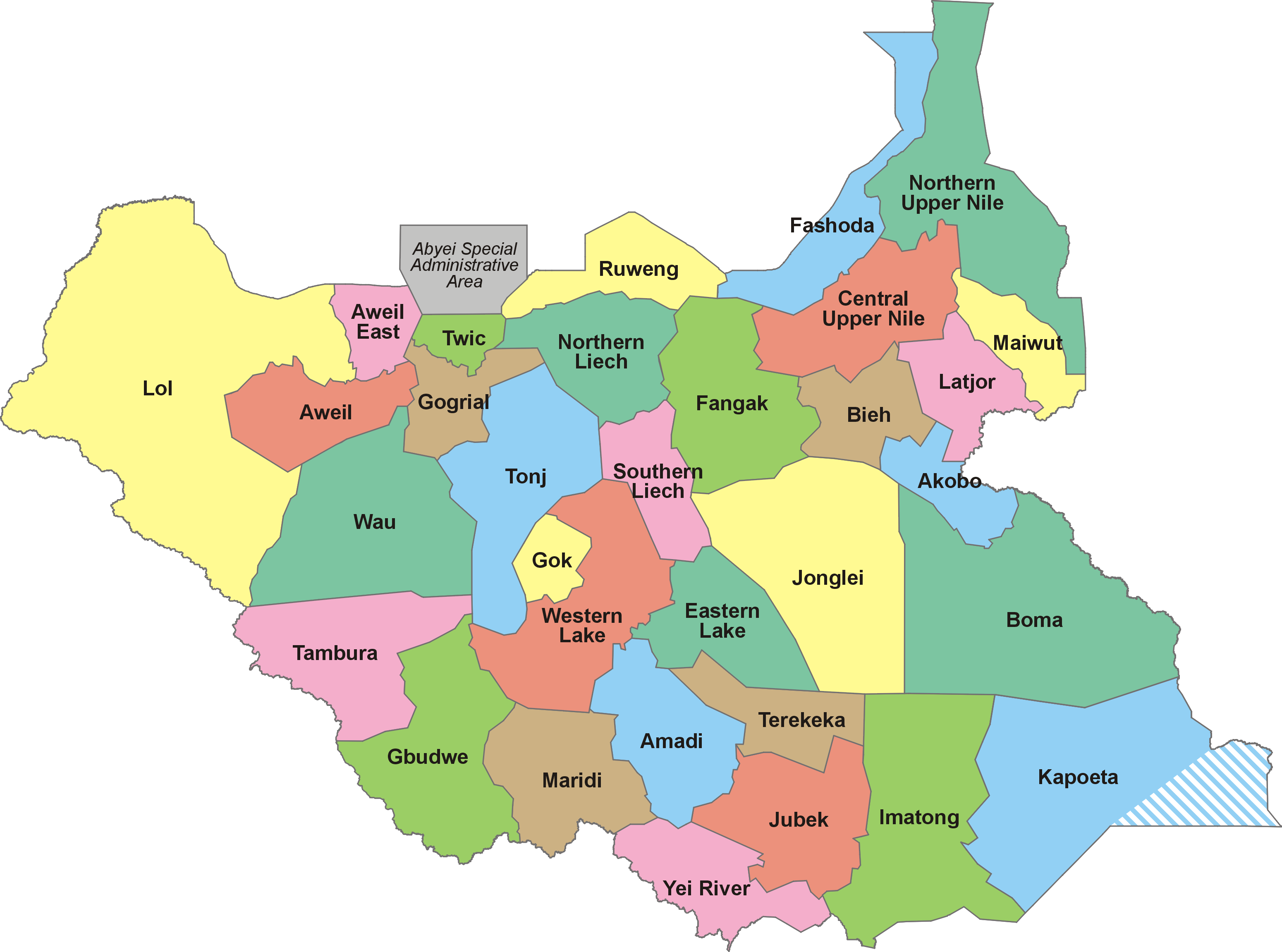
De 32 staten van Zuid-Soedan tussen 2015-2020

Zuid-Soedan is verdeeld in 10 staten.

## Huidige situatie
Momenteel zijn er 10 staten, verdeeld over de drie historische regio's. De staten zijn verder ingedeeld in counties(county/kaunti), verder in districten (payam) en verder in boma's (boma).

## Aantal

De 10 staten van Zuid-Soedan gegroepeerd in de drie historische provincies van Soedan.
Bahr-al-Ghazal
Equatoria
Greater Upper Nile (Groot-Opper-Nijl)

Tot 2015 telde Zuid-Soedan 10 staten. Vanaf 2015-2020 telde het land 32 staten, echter telt Zuid-Soedan sinds 22 februari 2020 wederom 10 staten, te weten:

### Bahr-al-Ghazal("Gazellenrivier")
- Northern Bahr el Ghazal (Sjamal Bahr al-Ghazal, "Noord-Bahr-el-Ghazal")
- Western Bahr el Ghazal (Gharb Bahr al-Ghazal, "West-Bahr-el-Ghazal")
- Lakes (al-Buhairat, "Meren")
- Warrap (Warab)

### Equatoria("Evenaarland")
- Western Equatoria (Gharb al-Istiwa’iyya, "West-Equatoria")
- Central Equatoria (al-Istiwa’iyya al-wusta, "Centraal-Equatoria")
- Eastern Equatoria (Sjarq al-Istiwa’iyya, "Oost-Equatoria")

### Greater Upper Nile("Groot-Opper-Nijl")
- Upper Nile (A’ali an-Nil, "Opper-Nijl")
- Jonglei (Junqali)
- Unity (al-Wahda, "Eenheid")

De officiële (Engelstalige) naam staat vooraan, de Arabische naam schuingedrukt, de Nederlandse vertaling tussen aanhalingstekens.